# Oscar Andreas Sandvik
Oscar Andreas Sandvik (12 luglio 2004) è uno sciatore alpino norvegese, vincitore della Coppa Europa nel 2025.

## Biografia
Attivo dall'ottobre del 2020, Sandvik ha esordito in Coppa Europa il 9 febbraio 2022 a Kvitfjell in discesa libera (52º) e ai Mondiali juniores di Sankt Anton am Arlberg 2023 ha vinto la medaglia di bronzo nello slalom gigante; ha debuttato in Coppa del Mondo il 18 novembre 2023 a Gurgl in slalom speciale, senza completare la prova, e ha conquistato la prima vittoria in Coppa Europa, nonché primo podio, il 24 novembre 2024 a Levi nella medesima specialità. Nella stagione 2024-2025 si è aggiudicato la Coppa Europa generale e la classifica di slalom speciale; non ha preso parte a rassegne olimpiche o iridate.

## Palmarès

### Mondiali juniores
- 1 medaglia:
  - 1 bronzo (slalom gigante a Sankt Anton am Arlberg 2023)

### Coppa del Mondo
- Miglior piazzamento in classifica generale: 124º nel 2025

### Coppa Europa
- Vincitore della Coppa Europa nel 2025
- Vincitore della classifica di slalom speciale nel 2025
- 9 podi:
  - 3 vittorie
  - 4 secondi posti
  - 2 terzi posti

#### Coppa Europa - vittorie
| Data             | Località | Paese     | Specialità |
| ---------------- | -------- | --------- | ---------- |
| 24 novembre 2024 | Levi     | Finlandia | SL         |
| 7 febbraio 2025  | Baqueira | Spagna    | SL         |
| 22 marzo 2025    | Oppdal   | Norvegia  | GS         |

Legenda:

GS = slalom gigante

SL = slalom speciale

### Campionati norvegesi
- 2 medaglie:
  - 1 oro (slalom speciale nel 2024)
  - 1 bronzo (slalom speciale nel 2023)